# Anopheles minor
Anopheles minor är en tvåvingeart som beskrevs av Lima 1929. Anopheles minor ingår i släktet Anopheles och familjen stickmyggor. Inga underarter finns listade i Catalogue of Life.